# Franca Pilla
Franca Pilla, vedova Ciampi (Reggio Emilia, 18 dicembre 1920), è la vedova dell'ex presidente della Repubblica Italiana Carlo Azeglio Ciampi.

## Biografia
Nasce da Annibale Pilla, ufficiale dell'esercito, e Giulia Anceschi. Suo fratello minore Ferruccio, detto "Leopoldo", era partigiano. Di famiglia paterna molisana, originaria di Santa Croce di Magliano, Franca conosce il marito all'età di diciott'anni a Pisa, dove entrambi frequentavano l'università (lui quale allievo della Scuola Normale Superiore), e lo sposa a ventisei anni, nel 1946, a Bologna, dove lei nel frattempo si era trasferita.
Dal matrimonio nascono due figli: Gabriella (Livorno, 24 maggio 1949) e Claudio (Macerata, 14 novembre 1953).
Va a vivere a Livorno, città del marito, dove quest'ultimo insegna italiano e latino al liceo cittadino.
Sarà lei a convincere il marito a cambiare professione, esortandolo a partecipare al concorso per un posto da impiegato alla Banca d'Italia che Ciampi vincerà (1946) e, negli anni, da semplice impiegato in giro per le filiali, ne diventerà governatore (1979). I due si trasferirono quindi a Roma, nel quartiere Salario. Verranno poi per il marito gli incarichi di presidente del Consiglio (1993-1994) e, quindi, di ministro del Tesoro (1996-1999).

## Nel ruolo di consorte del presidente

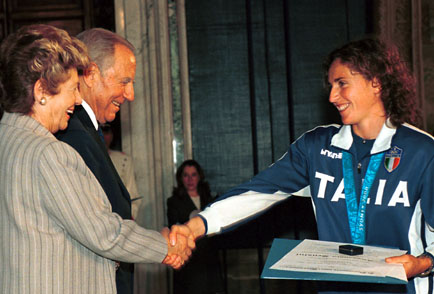
Franca Pilla Ciampi si congratula con la velista Alessandra Sensini, medaglia d'oro olimpica.

A seguito dell'elezione del marito a presidente della Repubblica Italiana, la signora Franca, diversamente dalle mogli dei passati presidenti, che laddove presenti avevano tenuto una posizione defilata, fu presente a ogni incontro che il marito tenne in Italia e all'estero, affermando il proprio ruolo di consorte e contribuendo al rafforzamento della figura presidenziale agli occhi dell'opinione pubblica.
Franca Ciampi, inoltre, rilasciò sovente proprie dichiarazioni e interventi "fuori dal protocollo", che divennero in alcuni casi motivo di dibattito politico e d'opinione. Tra di esse, criticò aspramente, a più riprese, alcune trasmissioni televisive d'intrattenimento, esortando il pubblico, soprattutto quello giovane, a non guardarle; particolare risalto ebbe la circostanza in cui diede del «cretino» al conduttore Enrico Papi, che durante Dopo il festival tutti da me (programma collaterale al Festival di Sanremo 2001) aveva ironizzato in maniera giudicata eccessiva sull'imperfetta pronuncia italiana di Carmelina D'Antuono, funzionaria del consolato generale d'Italia a Buenos Aires. Ancora, durante una visita a Napoli nel 2006, la sua frase «la gente del sud è più buona e intelligente» suscitò la reazione sdegnata del politico leghista Roberto Calderoli. Lo stile schietto e spontaneo era in netto contrasto con quello misurato e compassato del marito, che non mancò di ironizzare sulle «uscite estroverse» della consorte.
Franca Pilla, avendo compiuto centoquattro anni, è la più anziana e longeva prima signora della Repubblica Italiana.